# Plongeur démineur dans la Marine nationale
Les plongeurs démineurs constituent une spécialité de la Marine nationale française spécialisée dans la neutralisation des engins explosifs sous-marins. Héritiers directs des pionniers de la plongée militaire moderne, ils interviennent sur l’ensemble du littoral français, outre-mer et à l’étranger, pour sécuriser les voies navigables, les ports et les zones littorales. Leur mission principale consiste à détecter, identifier, neutraliser ou détruire des mines marines, des munitions historiques ou tout engin explosif immergé, contribuant ainsi à la sûreté maritime et à la protection des forces navales.

## Histoire de la spécialité
L’histoire des plongeurs démineurs français trouve ses origines au lendemain de la Seconde Guerre mondiale, avec la création des premières équipes de démineurs sous-marins, surnommés les Mousquemers. Ce terme désigne les pionniers de la plongée en France, parmi lesquels figurent trois figures emblématiques : Jacques-Yves Cousteau, Philippe Tailliez et Frédéric Dumas. Ces officiers et cet ingénieur sont des plongeurs expérimentés qui ont développé, au sein de la Marine nationale, les techniques de plongée autonome et de déminage sous-marin.
Dès 1945, la France doit faire face au péril des mines marines et des munitions immergées qui jonchent les ports et les côtes. Pour répondre à cette menace, des équipes spécialisées sont constituées. Elles posent les bases des méthodes modernes de déminage subaquatique et participent activement à l’évolution du matériel et des procédures de plongée. L’esprit d’innovation et d’audace des Mousquemers a durablement marqué l’histoire de la plongée militaire française.

## Formation et sélections

### Les différents profils de candidats
Les plongeurs démineurs de la Marine nationale française peuvent avoir des parcours variés, mais ils ont tous un point commun : ils détiennent le certificat de Plongeur de Bord.

#### Changement de spécialité
Historiquement, la spécialité de plongeur démineur n’était accessible qu’en interne. Les candidats étaient déjà marins et exerçaient une autre spécialité (fusilier, mécanicien, navigateur timonier, etc.). Ils pouvaient ensuite postuler pour suivre la formation de plongeur démineur.

#### Engagement direct
Désormais, il est possible de s’engager directement pour devenir plongeur démineur. Cette filière d’engagement direct se divise en trois voies principales :
MC OPIS de Conflans-Sainte-Honorine
En partenariat avec la Marine nationale, une formation préparatoire est proposée à Conflans-Sainte-Honorine : le cursus d’Opérateur Polyvalent en Intervention Subaquatique (OPIS). Cette formation s’adresse aux jeunes souhaitant intégrer la Marine pour devenir plongeur démineur. Elle dure une année scolaire et prépare au certificat de Plongeur de Bord, qui marque l’entrée officielle dans la Marine active.
Filière « plongée » de l’École de Maistrance ou de l’École des Matelots
Les civils candidats à la filière « plongeur démineur » passent une semaine de sélection à l’École de plongée. Les candidats retenus suivent ensuite une formation initiale : cinq mois à l’École de Maistrance ou six semaines à l’École des Matelots, selon leur niveau d’études. Après cette formation, les volontaires passent le stage Plongeur de Bord pour valider leur aptitude à la spécialité.

### Les sélections
Les plongeurs de bord volontaires au cours plongeur démineur se présentent à une semaine de sélection pour le cours. Elle évalue le niveau physique et théorique des candidats, leur niveau en plongée et leur pugnacité.

### Le cours Plongeur démineur
Le Brevet d’Aptitude Technique (BAT) Plongeur Démineur est le diplôme qui sanctionne la formation technique des plongeurs démineurs de la Marine nationale française. Il valide l’acquisition des compétences nécessaires pour détecter, identifier et neutraliser des engins explosifs immergés ou sur terre en toute sécurité et l'utilisation des procédures et appareils de plongée des armées.
La formation s’étend sur une durée d’environ dix mois. Elle se déroule principalement à l’École de plongée de la Marine nationale, située à Saint-Mandrier-sur-Mer, près de Toulon. Cette formation exigeante est ouverte aux marins engagés directement pour la spécialité ou aux personnels de la Marine en reconversion interne.
Le BAT Plongeur Démineur comprend plusieurs modules techniques :
- Plongée à l’air en circuit ouvert : plongées autonomes jusqu’à 50 mètres de profondeur, maîtrise des équipements classiques.
- Recycleurs : apprentissage et mise en œuvre des recycleurs, permettant d’intervenir discrètement et avec une plus grande autonomie sous l’eau.
- Techniques de recherche sous-marine : fouille méthodique, utilisation de balisage, procédures de localisation d’engins explosifs ou d’objets immergés.
- Travaux sous-marins : plongée au casque pour réaliser des interventions techniques comme des découpes, soudures ou levages sous l’eau.
- Déminage (EOR) : reconnaissance, identification et neutralisation d’engins explosifs retrouvés en mer (Explosive Ordnance Reconnaissance).
- Mise en œuvre d’explosifs de contre-minage : préparation, placement et mise à feu de charges pour la destruction contrôlée d’engins dangereux.
- Utilisation du Caisson Hyperbare

## Les unités et leurs spécificités
La spécialité de plongeur démineur s’organise autour de plusieurs unités réparties sur le territoire français, chacune dotée de missions spécifiques et de domaines d’expertise particuliers.

### Les Groupes de Plongeurs Démineurs (GPD)
La Marine nationale dispose de trois Groupes de Plongeurs Démineurs (GPD) stationnés sur les façades maritimes stratégiques :
- GPD Manche – GPD Cherbourg   Basé à Cherbourg, le GPD Manche est responsable de la zone maritime Manche – Mer du Nord. Cette unité est spécialisée dans le dépiégeage d’assaut. Cette compétence est essentielle pour certaines opérations délicates.
- GPD Atlantique – GPD Brest   Stationné à Brest, le GPD Atlantique couvre la façade Atlantique et développe une expertise particulière pour les interventions en eaux polluées et sur des munitions inconnues. Ses plongeurs sont formés à opérer dans des conditions dégradées ou contaminées, comme les ports industriels, zones fluviales ou sites à risques.
- GPD Méditerranée – GPD Toulon   Implanté à Toulon, le GPD Méditerranée couvre le bassin méditerranéen. Il se distingue par sa spécialisation dans les opérations en Very Shallow Water (VSW), c’est-à‑dire dans des zones littorales peu profondes, difficiles d’accès pour les bâtiments de guerre traditionnels. Ces missions visent notamment la sécurisation des plages, des ports et des chenaux.

Chaque GPD dispose de Bâtiment Base de Plongeurs Démineurs (BBPD) implantées sur leur zone de compétence, permettant de disposer de moyens logistiques et humains pour intervenir rapidement sur des alertes locales.

### CEPHISMER
Le Centre d’Expertise des Plongeurs et Hyperbaristes de la Marine (CEPHISMER), situé à Toulon, est l’organisme de référence pour la formation, l’expertise technique et la qualification des plongeurs démineurs. Il élabore les doctrines, assure le maintien des compétences hyperbares et supervise le développement des techniques de plongée de la Marine nationale. Le CEPHISMER valide également les matériels et encadre les formations continues.

### Les chasseurs de mines
Les chasseurs de mines constituent une autre composante de la lutte contre les mines. Ces bâtiments spécialisés, rattachés à la Force d’Action Navale, embarquent des équipes de plongeurs démineurs qui interviennent pour la reconnaissance, l’identification et la neutralisation des engins détectés par les sonars de coque ou les drones sous-marins. Les plongeurs opèrent alors en complémentarité avec les moyens robotiques pour traiter les menaces jugées trop sensibles ou complexes pour une destruction à distance.

### Le Commando Kieffer
Certaines missions spécifiques peuvent impliquer la participation de plongeurs démineurs au sein du Commando Kieffer, une unité de commandos marine. Dans ce cadre, des plongeurs démineurs spécialement formés aux opérations de déminage offensif ou à la neutralisation d’engins explosifs improvisés (EOD) appuient les actions spéciales ou les opérations amphibies. Leur expertise en environnement sous-marin est cruciale pour sécuriser les zones d’assaut et ouvrir des passages pour les forces spéciales.

#### Conclusion
Le domaine de compétence des plongeurs démineurs de la Marine nationale est particulièrement vaste, alliant maîtrise des techniques de plongée, expertise du déminage sous-marin, interventions hyperbares, travaux subaquatiques et manipulation d’explosifs. Cette polyvalence rend la spécialité exigeante mais aussi profondément passionnante, tant par la diversité des missions que par la technicité qu’elle requiert.
Au fil de sa carrière, chaque plongeur démineur développe et approfondit une ou deux expertises spécifiques : plongée profonde, recycleurs, Very Shallow Water (VSW), eaux polluées, robotique sous-marine ou encore neutralisation EOD de munitions complexes. Cette spécialisation progressive renforce la capacité des unités à répondre à toutes les situations, des plus classiques aux plus délicates, et fait de chaque plongeur démineur un acteur clé de la sûreté maritime et littorale.